# Чатухшатака
«Чатухшатака» (Catuh-sataka) — важный буддийский стихотворный текст школы мадхьямика, чьим автором является Арьядэва. Написан в форме  стихов в лапидарной форме - карики (имен. падеж ед. ч. - карика). Сохранился частично на санскрите, китайском и тибетском языках. В данной работе Арьядэва подвергает критическому анализу понятия перманентных вещей, Я, философских взглядов, времени, способностей и объектов чувств и «составленных вещей» в контексте учения о Шуньяте.

## Структура
Состоит из двух частей:
Первая часть - посвящена вопросам «практической философии» – стратегия преодоления заблуждений (випарьяса), страстей (клеши), привязанностей к житейским радостям. Вся эта часть завершается различением двух уровней истины:
- уровень практической истины Будды. Предназначен тех, кто стремится к достижению «заслуги» (пунья) и неба.
- уровень истины конечной – «пустотности».

Вторая часть - посвящена собственно философским проблемам: критике идей постоянства вещей, существования Атмана, субстанциального времени, ложных взглядов в целом, индрий и их объектов, вере в «крайности» (вроде бытия и небытия вещей), в наличие составных вещей.
Завершается трактат изложением концепции «пустотности» сущего (шуньята) – единственной «положительной» доктрины мадхьямики.